# Nicholsonia curvinervis
Nicholsonia curvinervis är en tvåvingeart som först beskrevs av Mario Bezzi 1929.  Nicholsonia curvinervis ingår i släktet Nicholsonia och familjen Pyrgotidae. Inga underarter finns listade i Catalogue of Life.